# Llista de monuments de Vilademuls
Llista de monuments de Vilademuls inclosos en l'Inventari del Patrimoni Arquitectònic Català pel municipi de Vilademuls (Pla de l'Estany). Inclou els inscrits en el Registre de Béns Culturals d'Interès Nacional (BCIN) amb la classificació de monuments històrics, els Béns Culturals d'Interès Local (BCIL) de caràcter immoble i la resta de béns arquitectònics integrants del patrimoni cultural català.
| Monument                                              | Protecció    | Estil/època                        | Localització                                       | Coordenades                                              | Codi?         | Imatge |
| ----------------------------------------------------- | ------------ | ---------------------------------- | -------------------------------------------------- | -------------------------------------------------------- | ------------- | --- |
| Castell de Vilademuls, portal i murs de Vilademuls    | BCIN 1760-MH | Obra popular XI                    | Vilademuls                                         | 42° 08′ 18″ N, 2° 53′ 17″ E / 42.138333°N,2.888056°E     | RI-51-0006170 | Castell de Vilademuls · Vegeu més fotos d'aquest monument · Carregueu una nova foto d'aquest monument                                             |
| Restes del recinte fortificat a les Olives            | BCIN 1761-MH | XV-XVI                             | Vilademuls Les Olives                              | 42° 05′ 54″ N, 2° 52′ 18″ E / 42.09847°N,2.87171°E       | RI-51-0006172 | Restes del recinte fortificat a les Olives (Vilademuls) · Vegeu més fotos d'aquest monument · Carregueu una nova foto d'aquest monument           |
| Casa forta dels Pols                                  | BCIN 1762-MH | XV-XVI                             | Vilademuls                                         | 42° 08′ 20″ N, 2° 53′ 18″ E / 42.138891°N,2.888340°E     | RI-51-0006174 | Carregueu una nova foto d'aquest monument |
| Fort Fuseller, o Torre de Felines, Torre del Telégraf | BCIN 1763-MH | Obra popular XIX                   | Vilademuls                                         | 42° 05′ 38″ N, 2° 53′ 31″ E / 42.094006°N,2.891906°E     | IPA-1971      | Fort Fuseller (Vilademuls) · Vegeu més fotos d'aquest monument · Carregueu una nova foto d'aquest monument                                        |
| Torre de Sant Marçal, o Can Quarantella               | BCIN 1852-MH | Gòtic-renaixement XIV-XV           | Vilademuls Sant Marçal de la Quarantella           | 42° 07′ 32″ N, 2° 52′ 05″ E / 42.125472°N,2.868056°E     | RI-51-0006173 | Carregueu una nova foto d'aquest monument |
| La Torre                                              | BCIN 4107-MH | Gòtic XIV-XV                       | Vilademuls Vilafreser                              | 42° 04′ 59″ N, 2° 52′ 41″ E / 42.082983°N,2.878105°E     | IPA-15418     | La Torre (Vilademuls) · Vegeu més fotos d'aquest monument · Carregueu una nova foto d'aquest monument                                             |
| Església parroquial de Sant Joan Baptista             | BCIL 2017    | Romànic XVI                        | Vilademuls Pl. de l'Església                       | 42° 08′ 18″ N, 2° 53′ 15″ E / 42.138316°N,2.887595°E     | IPA-15375     | Església parroquial de Sant Joan Baptista (Vilademuls) · Vegeu més fotos d'aquest monument · Carregueu una nova foto d'aquest monument            |
| Escola de Vilademuls                                  |              | Noucentisme XX Inici               | Vilademuls Afores, costat carretera                | 42° 08′ 53″ N, 2° 52′ 30″ E / 42.148124°N,2.874967°E     | IPA-15378     | Carregueu una nova foto d'aquest monument |
| Església parroquial de Sant Julià                     | BCIL 2017    | Barroc XVIII                       | Vilademuls Galliners                               | 42° 08′ 59″ N, 2° 52′ 20″ E / 42.149765°N,2.872235°E     | IPA-15377     | Església parroquial de Sant Julià (Vilademuls) · Vegeu més fotos d'aquest monument · Carregueu una nova foto d'aquest monument                    |
| Ermita de Sant Baldiri                                | BCIL 2017    | Gòtic XVIII                        | Vilademuls Galliners                               | 42° 09′ 05″ N, 2° 53′ 11″ E / 42.151315°N,2.886302°E     | IPA-15379     | Ermita de Sant Baldiri (Vilademuls) · Vegeu més fotos d'aquest monument · Carregueu una nova foto d'aquest monument                               |
| Església de Santa Maria de les Olives                 | BCIL 2017    | Romànic, barroc XVIII              | Vilademuls Les Olives de Sant Esteve de Guialbes   | 42° 05′ 55″ N, 2° 52′ 18″ E / 42.098671°N,2.871557°E     | IPA-15381     | Església de Santa Maria de les Olives (Vilademuls) · Vegeu més fotos d'aquest monument · Carregueu una nova foto d'aquest monument                |
| Església parroquial de Sant Martí d'Ollers            | BCIL 2017    | Romànic, barroc XVIII              | Vilademuls Ollers                                  | 42° 09′ 14″ N, 2° 50′ 01″ E / 42.153755°N,2.833657°E     | IPA-15384     | Església parroquial de Sant Martí d'Ollers (Vilademuls) · Vegeu més fotos d'aquest monument · Carregueu una nova foto d'aquest monument           |
| Ermita de Sant Sebastià                               | BCIL 2002    | Obra popular XVII                  | Vilademuls Ollers                                  | 42° 09′ 12″ N, 2° 49′ 52″ E / 42.153369°N,2.831050°E     | IPA-15385     | Ermita de Sant Sebastià (Vilademuls) · Vegeu més fotos d'aquest monument · Carregueu una nova foto d'aquest monument                              |
| Església parroquial de Santa Maria d'Orfes            | BCIL 2017    | Barroc XVIII                       | Vilademuls Orfes                                   | 42° 10′ 21″ N, 2° 52′ 00″ E / 42.172532°N,2.866722°E     | IPA-15387     | Església parroquial de Santa Maria d'Orfes (Vilademuls) · Vegeu més fotos d'aquest monument · Carregueu una nova foto d'aquest monument           |
| Can Demont                                            |              | Obra popular                       | Vilademuls Orfes                                   | 42° 10′ 32″ N, 2° 52′ 26″ E / 42.175559°N,2.874023°E     | IPA-15388     | Carregueu una nova foto d'aquest monument |
| Can Julià de Palol                                    |              | Gòtic, obra popular XVI            | Vilademuls Orfes                                   | 42° 10′ 28″ N, 2° 52′ 26″ E / 42.174582°N,2.874025°E     | IPA-15389     | Carregueu una nova foto d'aquest monument |
| Can Llobera                                           |              | Historicisme XVIII, XX Inici       | Vilademuls Orfes, l'Estopera                       | 42° 10′ 31″ N, 2° 51′ 29″ E / 42.175406°N,2.858132°E     | IPA-15390     | Can Llobera (Vilademuls) · Vegeu més fotos d'aquest monument · Carregueu una nova foto d'aquest monument                                          |
| Can Riera, o Masoveria de Can Llovera, pallissa       |              | Obra popular                       | Vilademuls Orfes, l'Estopera                       | 42° 10′ 23″ N, 2° 51′ 25″ E / 42.173184°N,2.856914°E     | IPA-15391     | Can Riera (Vilademuls) · Vegeu més fotos d'aquest monument · Carregueu una nova foto d'aquest monument                                            |
| Can Perpinyà                                          |              | Obra popular, gòtic tardà          | Vilademuls                                         | 42° 10′ 21″ N, 2° 52′ 02″ E / 42.172555°N,2.867189°E     | IPA-15392     | Can Perpinyà (Vilademuls) · Vegeu més fotos d'aquest monument · Carregueu una nova foto d'aquest monument                                         |
| Creu de terme d'Orfes                                 |              | Barroc XVII                        | Vilademuls Orfes                                   | 42° 10′ 19″ N, 2° 52′ 01″ E / 42.171999°N,2.866817°E     | IPA-15393     | Creu de terme d'Orfes (Vilademuls) · Vegeu més fotos d'aquest monument · Carregueu una nova foto d'aquest monument                                |
| Can Pagès i capella de Sant Llorenç                   | BCIL 2017    | Barroc, obra popular XVII          | Vilademuls Vilafreser, veïnat de Perles            | 42° 04′ 46″ N, 2° 52′ 20″ E / 42.079368°N,2.872097°E     | IPA-15395     | Can Pages (Vilademuls) · Vegeu més fotos d'aquest monument · Carregueu una nova foto d'aquest monument                                            |
| Església de Sant Esteve de Guialbes                   | BCIL 2017    | Romànic, barroc XI, XVIII          | Vilademuls Sant Esteve de Guialbes                 | 42° 06′ 56″ N, 2° 52′ 41″ E / 42.115509°N,2.878188°E     | IPA-15398     | Església parroquial de Sant Esteve de Guialbes (Vilademuls) · Vegeu més fotos d'aquest monument · Carregueu una nova foto d'aquest monument       |
| Escola de Sant Esteve de Guialbes                     | BCIL 2017    | Noucentisme XX                     | Vilademuls Sant Esteve de Guialbes                 | 42° 06′ 55″ N, 2° 52′ 28″ E / 42.115203°N,2.874578°E     | IPA-15399     | Carregueu una nova foto d'aquest monument |
| Can Fort                                              | BCIL 2017    | Obra popular XVI                   | Vilademuls Sant Esteve de Guialbes                 | 42° 06′ 52″ N, 2° 52′ 40″ E / 42.114387°N,2.877718°E     | IPA-15400     | Carregueu una nova foto d'aquest monument |
| Ermita de Sant Mer                                    | BCIL 2017    | Obra popular XVII                  | Vilademuls Sant Esteve de Guialbes                 | 42° 05′ 30″ N, 2° 51′ 20″ E / 42.091804°N,2.855500°E     | IPA-15401     | Ermita de Sant Mer (Vilademuls) · Vegeu més fotos d'aquest monument · Carregueu una nova foto d'aquest monument                                   |
| Església de Sant Marçal de la Quarantella             | BCIL 2017    | Romànic, barroc XI                 | Vilademuls Sant Marçal de la Quarantella           | 42° 07′ 31″ N, 2° 52′ 05″ E / 42.125352°N,2.868103°E     | IPA-15403     | Església parroquial de Sant Marçal de la Quarantella (Vilademuls) · Vegeu més fotos d'aquest monument · Carregueu una nova foto d'aquest monument |
| Can Vila, masia a Sant Marçal de la Quarentella       |              | Obra popular XVII                  | Vilademuls Sant Marçal de la Quarantella           | 42° 07′ 30″ N, 2° 52′ 06″ E / 42.125027°N,2.868225°E     | IPA-15404     | Carregueu una nova foto d'aquest monument |
| Can Ros de Terradelles                                |              | Obra popular XVI                   | Vilademuls Terradelles, al costat església         | 42° 07′ 06″ N, 2° 53′ 19″ E / 42.118392°N,2.888695°E     | IPA-15406     | Carregueu una nova foto d'aquest monument |
| Església parroquial de Sant Martí de Tours            | BCIL 2017    | Romànic XIII                       | Vilademuls Terradelles, plaça al centre del poble  | 42° 07′ 05″ N, 2° 53′ 20″ E / 42.118109°N,2.888883°E     | IPA-15407     | Església parroquial de Sant Martí de Tours (Vilademuls) · Vegeu més fotos d'aquest monument · Carregueu una nova foto d'aquest monument           |
| Mas Fonollet i capella de Sant Miquel, o Can Geli     | BCIL 2017    | Obra popular XVI                   | Vilademuls Terradelles, veïnat de Fonollet         | 42° 06′ 13″ N, 2° 53′ 46″ E / 42.103660°N,2.896159°E     | IPA-15408     | Carregueu una nova foto d'aquest monument |
| Molí de vent de Mas Alba                              |              | Obra popular XX                    | Vilademuls                                         | 42° 07′ 05″ N, 2° 53′ 23″ E / 42.117968°N,2.889712°E     | IPA-15410     | Carregueu una nova foto d'aquest monument |
| Casa del Baró de Quadres                              |              | Gòtic-renaixement, obra popular XV | Vilademuls Vilafreser                              | 42° 05′ 27″ N, 2° 52′ 07″ E / 42.090703°N,2.868513°E     | IPA-15412     | Carregueu una nova foto d'aquest monument |
| Casa Joan Miquel                                      |              | Obra popular XVI                   | Vilademuls Vilafreser                              | 42° 05′ 25″ N, 2° 52′ 05″ E / 42.090387°N,2.868163°E     | IPA-15413     | Carregueu una nova foto d'aquest monument |
| Restes de l'església de Sant Pere de Viella           | BCIL 2017    | Romànic XIII                       | Vilademuls Vilafreser                              | 42° 05′ 25″ N, 2° 52′ 07″ E / 42.090410°N,2.868502°E     | IPA-15414     | Carregueu una nova foto d'aquest monument |
| Església parroquial de Sant Sadurní                   | BCIL 2017    | Gòtic XVI                          | Vilademuls Vilafreser                              | 42° 05′ 05″ N, 2° 52′ 57″ E / 42.084585°N,2.882406°E     | IPA-15417     | Església parroquial de Sant Sadurní (Vilademuls) · Vegeu més fotos d'aquest monument · Carregueu una nova foto d'aquest monument                  |
| Església parroquial de Santa Maria de Vilamarí        | BCIL 2017    | Romànic, barroc XII, XVII          | Vilademuls C. Principal, Vilamarí                  | 42° 04′ 46″ N, 2° 52′ 20″ E / 42.079368°N,2.872097°E     | IPA-15420     | Església parroquial de Santa Maria (Vilademuls) · Vegeu més fotos d'aquest monument · Carregueu una nova foto d'aquest monument                   |
| Can Riuró, o Casal a Vilamarí                         |              | Obra popular XVII                  | Vilademuls C. Principal, Vilamarí                  | 42° 06′ 46″ N, 2° 51′ 07″ E / 42.112789°N,2.851878°E     | IPA-15421     | Carregueu una nova foto d'aquest monument |
| Can Capdaigua, o Casa Vilert de Roca                  |              | Gòtic                              | Vilademuls Vilamarí                                | 42° 06′ 47″ N, 2° 51′ 06″ E / 42.113158°N,2.851641°E     | IPA-15422     | Carregueu una nova foto d'aquest monument |
| Pedres decimars de Vilademuls                         | BCIL 2001    |                                    | Vilademuls Cal Guillot, Can Pi, bosc de Can Vicens |                                                          | IPA-19829     | Carregueu una nova foto d'aquest monument |
| Església de Sant Pere de Juïgues                      | BCIL 2002    | Romànic XII, XVII, XX              | Vilademuls                                         | 42° 07′ 44″ N, 2° 50′ 59″ E / 42.128870°N,2.849657°E     | IPA-23485     | Església de Sant Pere de Juïgues (Vilademuls) · Vegeu més fotos d'aquest monument · Carregueu una nova foto d'aquest monument                     |
| Pou de glaç de Perles                                 |              | Obra popular XVII-XIX              | Vilademuls Veïnat de Perles                        |                                                          | IPA-42906     | Carregueu una nova foto d'aquest monument |
| Pou de glaç de Vilamarí                               |              | Obra popular XVII-XIX              | Vilademuls Vilamarí Can Rossinyol                  |                                                          | IPA-42907     | Carregueu una nova foto d'aquest monument |
| Rajoleria Can Bacallà                                 |              | Obra popular                       | Vilademuls Can Bacallà                             |                                                          | IPA-42909     | Carregueu una nova foto d'aquest monument |
| Restes de la capella de Sant Roc                      | BCIL 2017    | XVII-XVIII                         | Vilademuls Orfes                                   | 42° 10′ 22″ N, 2° 51′ 53″ E / 42.172794°N,2.864653°E     | IPA-45939     | Restes de la capella de Sant Roc (Vilademuls) · Vegeu més fotos d'aquest monument · Carregueu una nova foto d'aquest monument                     |
| Església de Parets de Baix, Església de Santa Llogaia | BCIL 2017    | XVIII                              | Vilademuls Parets d'Empordà                        | 42° 10′ 00″ N, 2° 53′ 20″ E / 42.1668021°N,2.8890228°E   | IPA-45941     | Església de Parets de Baix (Vilademuls) · Vegeu més fotos d'aquest monument · Carregueu una nova foto d'aquest monument                           |
| Can Viader                                            | BCIL 2017    | Obra popular                       | Vilademuls Parets d'Empordà                        | 42° 10′ 12″ N, 2° 52′ 51″ E / 42.170011°N,2.880850°E     | IPA-45942     | Carregueu una nova foto d'aquest monument |
| Can Batlle                                            | BCIL 2017    | Obra popular                       | Vilademuls Parets d'Empordà                        | 42° 10′ 09″ N, 2° 52′ 50″ E / 42.169105°N,2.880465°E     | IPA-45943     | Carregueu una nova foto d'aquest monument |
| Església de Sant Esteve de Vilademí                   | BCIL 2017    | Barroc XVIII                       | Vilademuls Vilademí                                | 42° 09′ 09″ N, 2° 48′ 46″ E / 42.152479°N,2.812809°E     | IPA-45945     | Església de Sant Esteve de Vilademí (Vilademuls) · Vegeu més fotos d'aquest monument · Carregueu una nova foto d'aquest monument                  |
| Oratori de Can Vidal                                  |              | Obra popular XVIII                 | Vilademuls Sant Esteve de Guialbes                 | 42° 06′ 53″ N, 2° 52′ 40″ E / 42.11481584°N,2.87764569°E | IPA-46202     | Carregueu una nova foto d'aquest monument |
| Oratori de Can Guapanoia, Oratori de Call             |              | Obra popular XVIII                 | Vilademuls                                         | 42° 07′ 50″ N, 2° 52′ 38″ E / 42.130572°N,2.877255°E     | IPA-46204     | Carregueu una nova foto d'aquest monument |
| Creu de terme d'Ollers                                |              | Obra popular                       | Vilademuls Ollers                                  | 42° 09′ 13″ N, 2° 49′ 58″ E / 42.153538°N,2.832827°E     | IPA-46208     | Creu de terme d'Ollers (Vilademuls) · Vegeu més fotos d'aquest monument · Carregueu una nova foto d'aquest monument                               |
| Oratori de Can Puig                                   |              | Obra popular                       | Vilademuls Vilademí                                |                                                          | IPA-46209     | Carregueu una nova foto d'aquest monument |